# Sindia
Sindia (Sindìa in sardo) è un comune italiano di 1 585 abitanti della provincia di Nuoro, di cui costituisce l'estremità occidentale. 
Geograficamente il suo centro abitato è posto sull'altopiano di Campeda, mentre parti del territorio comunale ricadono nelle subregioni storiche di Planargia, Marghine e Montiferru. Fa parte della diocesi di Alghero-Bosa. Il nome ha origine preromana, ma etimologia incerta.

## Storia
Il territorio sindiese fu abitato in modalità diffusa fin dall'antichità, come dimostrano gli oltre 40 nuraghi presenti nel suo territorio.

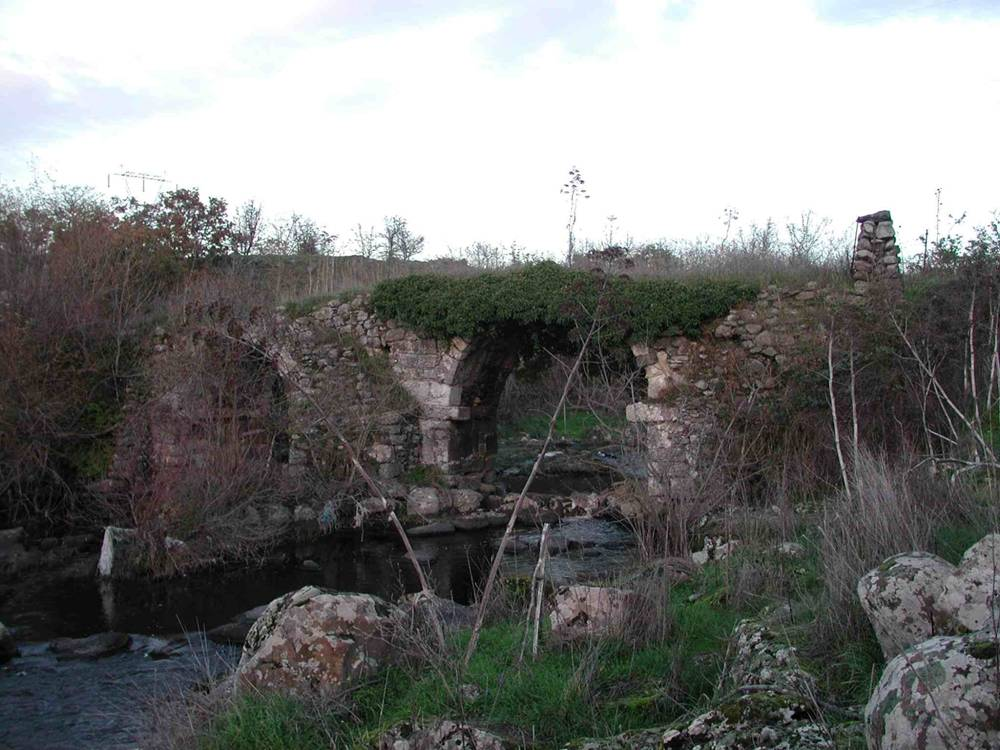
Ponte romano sul Rio Mannu

Anche in epoca romana, Sindia, ebbe una posizione di importanza strategica:  il suo territorio è attraversato da vari tratti di strade romane secondarie (dette "diverticulae") nelle regioni di Sos Contones, "Montecodes" e dai resti di due ponti romani sul "riu Carrabusu" e di "Oinu".
Tracce di ceramiche e sepolture furono rinvenute in tempi passati presso i nuraghi Sa Mandra, Sant'Arvara (in Sindiese "Sant'Alvara") e Corizanas.
L'odierno abitato di Sindia, nasce intorno alla chiesa medievale di San Pietro, costruita dai frati cistercensi e dai servi che lavoravano nella Grangia (azienda agricola, legata alla chiesa di Santa Maria di Corte).
Probabilmente esisteva già un piccolo nucleo abitativo, composto da abitazioni denominate pinnettas (tradizionali abitazioni a cono, coperte, costruite a secco da piccole lastre di pietra e usate dai pastori) intorno al nuraghe Giambasile (situato in via Eleonora all'interno del cortile di casa Virdis), intorno alle zone denominate "Coa pira" e "Maraseche".
A questo preesistente nucleo, intorno all'anno 1150, si concentrarono e unirono gli abitanti sparsi in piccoli centri demici nelle località di Muristevene, Sa Mandra 'e Sa Giua, Santu Deormitti (dove esisteva un santuario preesistente all'attuale chiesa), Corizanas, Sant'Albara, Campeda, Solomo, forse Sa Cherina e di Nodos Lados,  anche in "attrazione" alla Grangia (azienda medievale cistercense), che si andava formando intorno alla chiesa di San Pietro.
Il nome Sindia è attestato per la prima volta nel Condaghe di San Nicola di Trullas (CSNT, scheda 274, nel XII secolo), viene citata anche nel Liber o Libellus Iudicum Turritanorum (LJT, XIII secolo), dove viene raccontata la donazione dell'azienda curtense "curtis" di Capuabbas ai monaci cistercensi da parte del giudice di Torres, Gonario II di Torres.

L'arrivo dei cistercensi a Sindia fu conseguenza dell'incontro di Gonnario, al rientro da un pellegrinaggio in Terrasanta con Bernardo di Chiaravalle.
Sindia è citata varie volte da Pietro Sella nelle sue Rationes Decimarum Sardiniae e da Dionigi Scano "Relazioni tra la Santa Sede e la Sardegna". Viene inoltre citata nel Codice di San Pietro di Sorres.

Nell'età giudicale Sindia fece sempre parte della curatoria del Marghine, sia durante la sua permanenza nel Giudicato di Torres, alla caduta di questo giudicato, intorno al 1272, divenne parte dei possedimenti privati dei Malaspina, nel 1308 venne perfezionato l'acquisto della Planargia e di Bosa Nuova da parte di Mariano III di Arborea e Andreotto de Bas, Giudici d'Arborea.
Abbiamo la notizia e i nomi dei suoi rappresentanti che il 9 gennaio 1388 si recarono presso la chiesa di San Giovanni Battista a Magomadas nella Corona (=assemblea) di Curatoria, per firmare la pace tra il Regno d'Arborea (governato dalla reggente Eleonora) e la Corona d'Aragona (governata da Giovanni I il Cacciatore), pace che avrebbe portato il 1º gennaio 1390 alla liberazione di Brancaleone Doria, marito di Eleonora.
Nel 1416, l'ufficiale reale della Planargia di Bosa e Huguets de Serra, Maiore del Porto, riferirono a Jeorgi Oliverii, incaricato del re Ferdinando I di Aragona, di compilare un inventario dei beni e delle rendite della Planargia che il villaggio di Sindia conta fuochi, pari a abitanti.

Dopo la caduta del giudicato e il passaggio al Regno di Sardegna e Corsica; fu infeudata nel 1430 a Guglielmo Raimondo de Moncada e nel 1453 la "villa" di Sindia e il feudo vennero confiscati dalla Corona.
Nel 1469 Sindia, passò in possesso di Giovanni de Villamarì, ma alla metà del secolo successivo ritornò alla Corona.
Nel 1629 il re spagnolo vendette il feudo della Planargia al Antonio Brondo a cui fu confiscato nel 1670.
Nel 1698 fu Giuseppe Olives ad acquistare il feudo e infine nel 1756 passò ad Antonio Ignazio Palliaccio, da allora il Marchese della Planargia assunse anche il titolo di "Conte di Sindia".

Alla fine di questo secolo si schierò contro i feudatari (in particolare le famiglie Delitala e Pinna) e Giommaria Angioy, protetto dagli abitanti trascorse una notte nell'accampamento dei suoi fedelissimi situato nelle località di Corte e nella località boschiva di Matta Sindia.
Nel 1839 anche il feudo della Planargia venne riscattato e liberato dopo 500 anni dal fardello feudale.
Con regio Decreto del 2 gennaio 1927 passò dalla provincia di Cagliari, circondario di Cuglieri alla nuova provincia di Nuoro.
Nel 2004 ha scelto di restare con la provincia nuorese, staccandosi dopo secoli dalla Planargia che ha invece scelto il transito con quella di Oristano. Il 1º settembre 2010 il consiglio comunale ha deliberato che il nome del paese in sardo è Sindìa.

### Simboli
Lo stemma e il gonfalone del comune di Sindia sono stati concessi con decreto del presidente della Repubblica del 13 giugno 2022.
Il gonfalone è un drappo troncato di azzurro e di giallo.

## Monumenti e luoghi d'interesse

### Architetture religiose

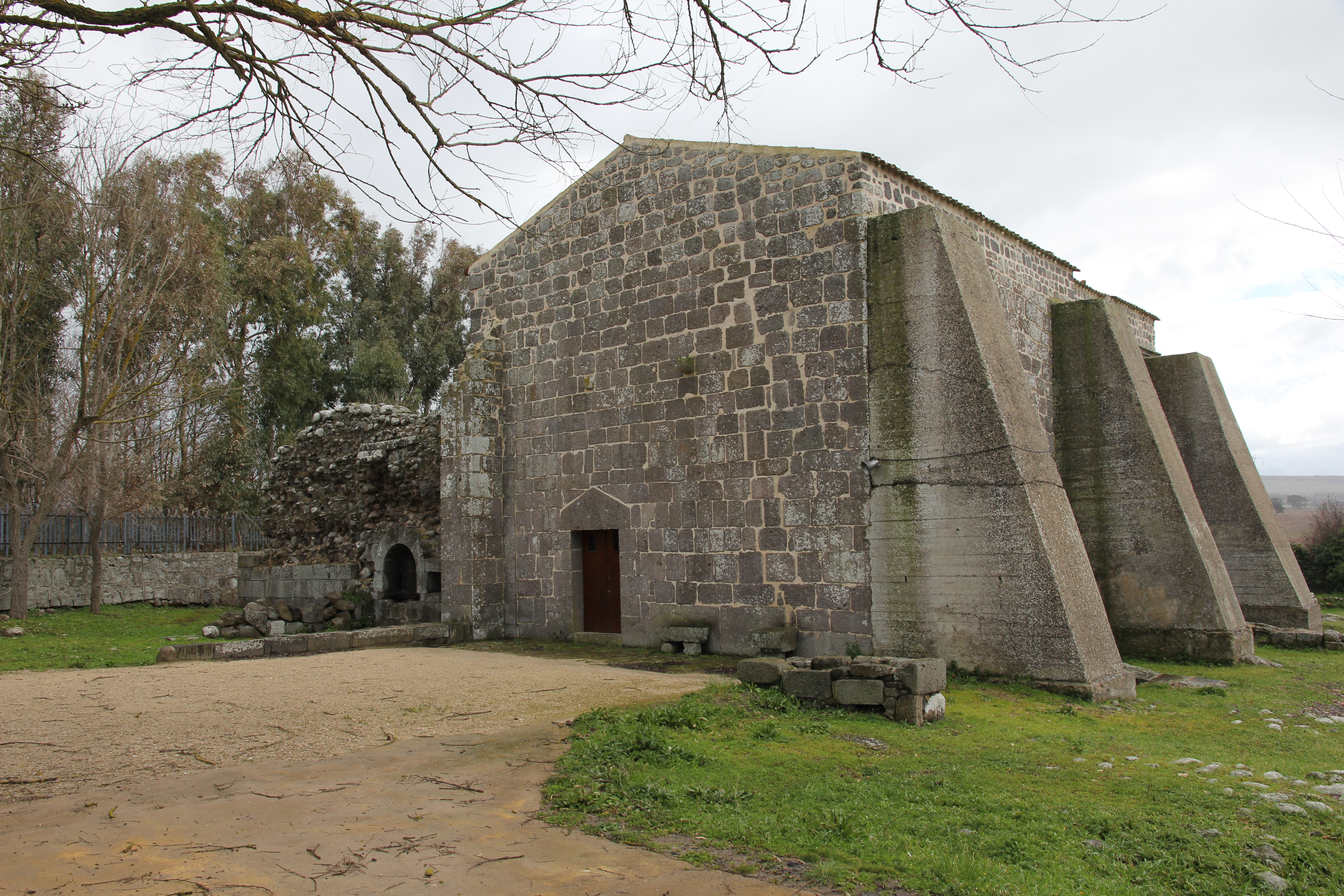
L'antica chiesa di Santa Maria di Corte

Il paese conta le chiese di Nostra Signora del Rosario (parrocchiale), San Giorgio, San Pietro, San Demetrio, Santa Croce (inglobata nel cortile dell'asilo parrocchiale) e i resti dell'abbazia cistercense di Nostra Signora di Corte o di Cabuabbas.
Si hanno notizie di altre chiese ubicate nel territorio: Giuseppe Masia nella sua opera del 1982 ricorda quelle di Santa Sofia e San Michele, Vittorio Angius S. P. (1860 circa) ricorda quelle di "Sas Recomandadas" (Madonna della Misericordia o della Neve) e di Sant'Alvara, Vittorio Pinna (2002) cita quella di Santu Lianu (San Giuliano di Brioude); Hanno ipotizzato l'esistenza di una chiesa intitolata alla Nostra Signora d'Itria (Madonna del Buoncammino) nei pressi di quella di San Giorgio, e di una intitolata a Sant'Elena. Mentre quella di Santu Lianu o Bibianu, conosciuta dagli studiosi del luogo, sarebbe da ricondurre al culto di sant'Eligio di Noyon.

### Siti archeologici
Nel territorio di Sindia, risultano da studi e citazioni i seguenti nuraghi: Miali 1 e 2, Sos Bandidos, Utturos de Gannas, Tziu Andria, Su Furrighesu, Stioccoro-Istioccoro-Su Ludrau, Corizanas, Tziu Mameli, Serras, Nelu, Serrese, Sa Fenestra, Sa Cherina, Biancu, Bidu Margiani, Codinatta, Su Annargiu, Mariotto, Nela, Sant'Alvara, Sos Benales, Pizzinnu, Fiorosu, Sa Casina, Monte Codes,  Giambasile, Moresa, S'Ena 'e Solomo, Losa, Mura è 'Coga, Elighe, Giunturas, Mura 'Ena 1 e 2, Sa Tanca 'e sos Salighes, Mandra 'e Puddredros, a cui si sommano tombe di giganti (alcune come Su Furrighesu e Solomo importanti) un pozzo sacro e un dolmen. Quasi tutti questi monumenti sono in un pessimo stato di conservazione.

## Società

### Evoluzione demografica
Abitanti censiti

### Etnie e minoranze straniere
Secondo i dati ISTAT al 31 dicembre 2010 la popolazione straniera era di 41 persone. Le nazionalità maggiormente rappresentate in base alla loro percentuale sul totale della popolazione residente erano:
- Romania 38 2,06%

### Lingue e dialetti
La variante del sardo parlata a Sindia è quella logudorese centrale o comune.

## Infrastrutture e trasporti

### Ferrovie

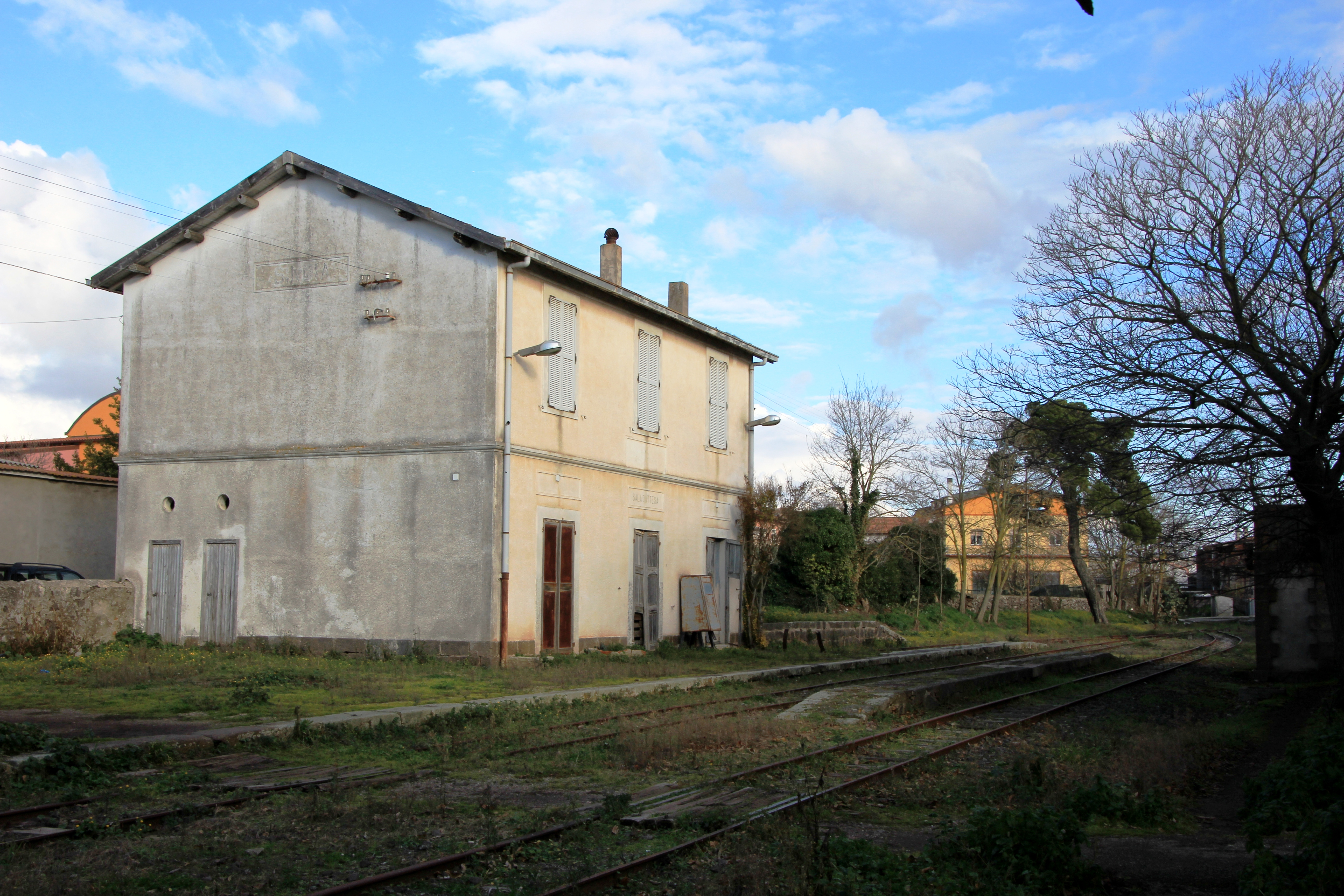
La stazione di Sindia, dal 1997 utilizzata per i soli treni turistici del Trenino Verde

Il paese è attraversato dalla ferrovia Macomer-Bosa, in uso dal 1997 esclusivamente per servizi turistici, ed è dotato di una stazione ferroviaria, attiva di norma in estate e nei mesi immediatamente antecedenti e successivi, in cui vengono effettuate delle relazioni a calendario dai treni dell'ARST nell'ambito del servizio Trenino Verde.

## Amministrazione
| Periodo        | Periodo         | Primo cittadino     | Partito                              | Carica  | Note   |
| -------------- | --------------- | ------------------- | ------------------------------------ | ------- | ------ |
| 23 aprile 1995 | 16 aprile 2000  | Pietro Delrio       | liste civiche di centro-sinistra     | Sindaco | [ 8 ]  |
| 16 aprile 2000 | 8 maggio 2005   | Cornelio Nuvoli     | liste civiche di centro-destra       | Sindaco | [ 9 ]  |
| 8 maggio 2005  | 30 maggio 2010  | Francesco Scanu     | lista civica                         | Sindaco | [ 10 ] |
| 30 maggio 2010 | 15 gennaio 2013 | Francesco Scanu     | lista civica "Insieme per Sindia"    | Sindaco | [ 11 ] |
| 27 maggio 2013 | 11 giugno 2018  | Demetrio Luigi Daga | lista civica "Sindia 2013"           | Sindaco | [ 12 ] |
| 11 giugno 2018 | 29 maggio 2023  | Demetrio Luigi Daga | lista civica "Obiettivo comune"      | Sindaco | [ 13 ] |
| 29 maggio 2023 | in carica       | Francesco Scanu     | lista civica "Impegno e Innovazione" | Sindaco | [ 14 ] |